# برنامه جستجوی سیاره ماژلان
برنامه جستجوی سیاره ماژلان (انگلیسی: Magellan Planet Search Program) برنامه‌ای زمین‌مبنا برای جستجوی سیاره‌های فراخورشیدی است که از روش سرعت شعاعی برای یافتن این سیاره‌ها استفاده می‌کند. این برنامه با گردآوری داده در دسامبر ۲۰۰۲ و با استفاده از طیف‌سنج MIKE که بر روی تلسکوپ ۶٫۵ متری Clay ماژلان نصب شده‌است، در رصدخانه لاس کامپاناس شیلی آغاز شد. در سال ۲۰۱۰، این برنامه شروع به استفاده از طیف‌سنج جدید سیاره‌یاب (PFS) کرد که ابزاری است که برای اهداف اندازه‌گیری سرعت شعاعی دقیق ساخته شده‌است.

## ویژگی‌ها
جستجوی سیاره ماژلان از سلول جذبی مولکولی ید برای ثبت مجموعه‌ای از خطوط طیف نوری بسیار شناخته‌شده بر روی هر طیف ستاره‌ای استفاده می‌کند که به عنوان یک مرجع اطمینان طول موج عمل می‌کنند. در سال‌های اولیه برنامه، طیف‌های MIKE با وضوح طیفی، R در حدود ۶۵٬۰۰۰ گردآوری می‌شد و دقت سرعت چند متر در ثانیه را به دست آورد. با استفاده از طیف‌سنج جدید PFS، اکثر طیف‌ها با وضوح طیفی حدود ۸۰۰۰۰ جمع‌آوری شده و دقت سرعت به نزدیک یک متر در ثانیه رسید.

## سیاره‌های فراخورشیدی کشف‌شده
تا دسامبر ۲۰۱۳، این برنامه اکتشافات زیر را اعلام کرده بود:
- HD 48265 b
- HD 86226 b
- HD 129445 b
- HD 143361 b
- HD 152079 b
- HD 164604 b
- HD 175167 b
- HD 28185 b
- HD 111232 b
- HD 106906 b